# DRS (棒球)
DRS（英語：Defensive Runs Saved），是一個用來計算一名棒球員平均一場比賽能替所屬球隊守下多少分數的數據。若一位球員的單季DRS可以來到15至20分之間的話，代表他的守備能力非常出色。該數據是由Baseball Info Solutions這個網站於2003年所計算出來並公布的數據。
截至2019年球季為止，目前單一球季最高的DRS紀錄締造者是安德瑞爾頓·西蒙斯，他在2017年寫下單季40分DRS的紀錄。2010年，道奇隊中外野手麥特·坎普單季讓道奇隊多丟了33分，這是該數據公布以來的單季最低紀錄。在生涯DRS總數方面，三壘手艾德里安·貝爾垂以202分成為紀錄保持人。至於名人堂游擊手德瑞克·基特，他的生涯DRS從2003年計算至他球涯結束為止，是史上最低的-162分。

## 釋義
傳統上，守備率被用來評估守備員的守備能力，不過這個數據並沒有納入守備員的防守範圍。為了改進此點，因而衍生出DRS這項新興數據。DRS被用以衡量新生代球員的防守價值，此外也使近代部分球員的防守評價被重新討論。
以下表格列出2002年至2019年間，大聯盟十大游擊手在分別用守備率和DRS計算下所產生出的排名比較。當中僅安德瑞爾頓·西蒙斯和J·J·哈迪兩位選手順利在兩項數據計算下皆能排入游擊手的守備能力前十名。必須注意的是，為了計算DRS，不論守備員有沒有成功完成該次守備，都會有加減分的動作。舉例來說，今天打者將球擊向中外野，而中外野手接殺的機率為30%。如果中外野手成功接殺，那麼他的DRS會增加0.7分，反之則扣0.3分。
| DRS               | 守備率            |
| ----------------- | ----------------- |
| 安德瑞爾頓·西蒙斯 | 吉米·羅林斯       |
| 亞當·艾弗瑞特     | J·J·哈迪          |
| 傑克·威爾森       | 安德瑞爾頓·西蒙斯 |
| 布倫丹·萊恩       | 崔佛·史托瑞       |
| 特洛伊·托洛維斯基 | 保羅·迪楊恩       |
| J·J·哈迪          | 強尼·裴洛塔       |
| 克林特·巴米斯     | 法蘭西斯科·林多爾 |
| 布蘭登·克勞佛     | 卡洛斯·柯瑞亞     |
| 尼克·亞梅德       | 羅伊斯·克萊頓     |
| 塞薩·伊斯圖里斯   | 大衛·艾克斯坦     |